# Alexej Zubrickij
Alexej Vitaljevič Zubrickij (rusky Алексей Витальевич Зубри́цкий; * 22. srpna 1992) je ruský vojenský pilot a kosmonaut, 630. člověk ve vesmíru. Od počátku dubna 2025 pobývá při svém prvním kosmickém letu na Mezinárodní vesmírné stanici (ISS).

## Mládí, vzdělání a vojenská kariéra
Narodil se ve vesnici Vladimirovskoje v Záporožské oblasti na Ukrajině v rodině inženýra a učitelky předškolských zařízení. V roce 2009 dokončil záporožskou střední školu Elint.
V září 2013 dokončil studium a získal titul bakaláře v oboru „Vojenské řízení (vzdušné síly), Řízení činností leteckých jednotek“, se specializací na „Letový provoz a bojové nasazení letadel“ na Charkovské univerzitě vzdušných sil Ivana Kožeduba.
Pak postupně absolvoval sérii šesti- až devítiměsíčních nasazení jako pilot dvou leteckých jednotek v Sevastopolu na Krymu a jedné v Millerovu v Rostovské oblasti. V další jednotce v městě Primorsko-Achtarsk v Krasnodarském kraji už setrval od roku 2015 do roku 2018. Nalétal přes 500 letových hodin na strojích Aero L-39 a Suchoj Su-25.
V roce 2024 byl uvolněn z armády s hodností majora v záloze.

## Kosmonaut
V březnu 2017 se přihlásil do 2. otevřeného náboru nových kosmonautů. Poté, co úspěšně prošel všemi etapami výběru, byl v srpnu 2018 společně se sedmi kolegy jmenován kandidátem do oddílu kosmonautů. Základní výcvik ve Střediska přípravy kosmonautů J. A. Gagarina zahájil 1. listopadu 2018 a po všech nezbytných zkouškách a testech získal počátkem prosince 2020 kvalifikaci zkušebního kosmonauta.
Počátkem února 2022 středisko nově vyhlásilo obsazení několika budoucích posádek lodí mířících na Mezinárodní vesmírnou stanici, v němž Zubrickij získal funkce 1. palubního inženýra v záložní posádce pro Expedici 71 a v hlavní posádce pro Expedici 72. Na jaře 2023 byl ale harmonogram posádek narušen závadou na kosmické lodi Sojuz MS-22, která nakonec na Zemi z bezpečnostních důvodů odletěla prázdná a následující Sojuz MS-23 naopak na ISS bez kosmonautů přiletěl, aby byl připraven později dopravit na Zemi posádku MS-22. To samozřejmě vyvolalo různé posuny v obsazení připravovaných letů, takže když Gagarinovo středisko v květnu 2023 zveřejnilo seznam posádek ve výcviku, byl Zubrickij zařazen jako 2. palubní inženýr do záložní posádky pro Expedici 73 plánovanou na jaro až podzim 2025. Během léta 2024 si pak z neznámých důvodů vyměnil místo s 1. palubním inženýrem v hlavní posádce Sergejem Mikajevem, takže se Zubrickij stal 1. palubním inženýrem v hlavní posádce kosmické lodi Sojuz MS-27, určené pro Expedici 73.

### 1. kosmický let – Sojuz MS-27
Zubrickij s velitelem Sergejem Ryžikovem a 2. palubním inženýrem, americkým astronautem Jonathanem Kimem, z Bajkonuru na ISS odletěli 8. dubna 2025 a po 190 minutách letu se k ní připojili. Jejich let potrvá 245 dní, tedy do 9. prosince 2025.

## Soukromý život
Je ženatý a má dceru a syna.